# デスルフォビブリオ属
デスルフォビブリオ属（Desulfovibrio ）は細菌の一属で、硫酸を還元して硫化水素にする硫酸還元細菌である。グラム陰性、偏性(絶対)嫌気性菌で、淡水、海水問わず水中に生息する桿菌であり、一般に鞭毛を有し運動性がある。化学合成従属栄養生物で、有機酸を酢酸まで代謝する能力がある。本属が硫酸を還元するのは嫌気呼吸を行うためであり、そのためヒドロゲナーゼを有する。排水が腐卵臭を放つのはこの菌によるところが大きい。また、硫化水素によって配管が腐食するので問題となっている。微生物工学ではメタン合成のための共培養に用いられている。
本属の細菌にはD. desulfuricans やD. gigas 等がある。